# 北斗星 (小惑星)
北斗星（ほくとせい、5374 Hokutosei）は小惑星帯に位置する小惑星である。北海道北見市で箭内政之と渡辺和郎が発見した。
名称は東日本旅客鉄道（JR東日本）と北海道旅客鉄道（JR北海道）が上野駅 - 札幌駅間で運転した寝台特急列車「北斗星」（1988年運転開始、2015年運転終了）から命名された。